# 吉本 (明尼蘇達州)
吉本（英語：Gibbon）是一個位於美國明尼蘇達州錫布利縣的城市。

## 人口
根據2020年美國人口普查的數據，吉本的面積為1.72平方千米，皆為陸地。當地共有人口784人，而人口密度為每平方千米456人。